# 波普尔的三个世界
波普爾的三個世界是觀察、定義現實的一種方法，奧地利哲學家卡爾·波普爾1978年在一次演講中提出，在《客觀知識：一個進化論的研究》有發展成為完整的知識論體系。這個概念包含了三個互相影響的世界，分別是「世界一」、「世界二」、「世界三」。

## 世界一、二和三
波普爾將世界分成三個種類：
- 世界一：由物理客體和事件組成的世界，包括生物的存在。
- 世界二：由心靈主體和其感知事件組成的世界。
- 世界三：客觀知識組成的世界。

## 笛卡爾問題、康德問題
波普爾指出世界一與世界二的劃分是源自笛卡兒的心物問題；而世界二與世界三的劃分是源自於康德的對客觀知識的追求．